# První československý odboj
První československý odboj bylo odbojové hnutí Čechů a Slováků během první světové války, jehož cílem bylo svržení Rakousko-Uherska a vytvoření samostatného československého státu. V čele odboje stály dva důležité orgány. Tím prvním byl pro domácí odboj Národní výbor československý, v zahraničním odboji působila Československá národní rada. Hlavními představiteli československého zahraničního odboje byli Tomáš Garrigue Masaryk, Milan Rastislav Štefánik a Edvard Beneš, kteří se soustředili na naklonění si představitelů Dohody a tvoření zahraničních československých vojenských jednotek, které byly později známy jako československé legie. Domácí odboj v českých zemích a na Slovensku zesílil teprve na konci války, když došlo k citelnému oslabení monarchie. Hlavními vůdci českého domácího protirakouského odboje byli Karel Kramář s Aloisem Rašínem. Mezi čelné osobnosti slovenského odboje patřili Matúš Dula, Vavro Šrobár či Milan Hodža. První odboj slavil úspěch na konci roku 1918, kdy došlo k zániku válkou vyčerpaného Rakousko-Uherska a k vytvoření samostatného Československa.
K samotnému pojmu „odboj“ jako označení hnutí zaměřeného proti vlastnímu státu a legitimní panující dynastii za první světové války neexistuje mezi českými historiky úplná shoda. Prof. František Weyr například napsal: „U srovnání s pozdějšími krvelačnými bestiemi nacistickými byli tehdejší naši spoluobčané německé národnosti hotovými beránky a bývalá monarchie rakousko-uherská...jeví se mně dnes – po strašných zkušenostech druhé světové války – v náležitém časovém odstupu jako kulturní stát prvního řádu ve srovnání s onou krvavou zrůdou, která nazývána byla Třetí říší.“

## Česká a slovenská společnost za války

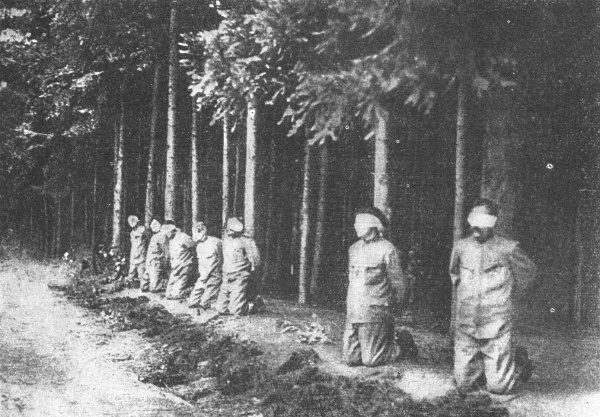
Poprava vůdců rumburské vzpoury v květnu roku 1918

České a slovenské prostředí nereagovalo na vyhlášení války nijak nadšeně. Většina Čechů ani Slováků nově vypuknuvší válce se slovanskými národy Srbů a Rusů nerozuměla a nepřála si ji. Přesto však mobilizace v monarchii proběhla přes obavy úřadů v pořádku a drtivá většina obyvatelstva obou národů zůstala vůči Habsburkům v průběhu války loajální. Zpřísněný režim a zavedená cenzura záhy utlumily politický život v celém Předlitavsku, do kterého patřily i české země, a rovněž v Uhrách, kam spadala oblast Slovenska. Většina české i slovenské domácí politické reprezentace pasivně vyčkávala a zůstala loajální. Úřady již na počátku války přistoupily k preventivnímu zatýkání podezřelých osob veřejného života. Zadrženi tak byli národní socialista Václav Klofáč, mladočeši Karel Kramář a Alois Rašín či starosta České obce sokolské Josef Scheiner. V listopadu 1915 pak došlo k rozpuštění celého sokolského spolku. Parlament, který byl uzavřen ještě před vypuknutím války byl znovuotevřen teprve na jaře roku 1917, kdy se kritickou situaci monarchie pokusil uklidnit císař Karel I., nástupce zemřelého Františka Josefa.

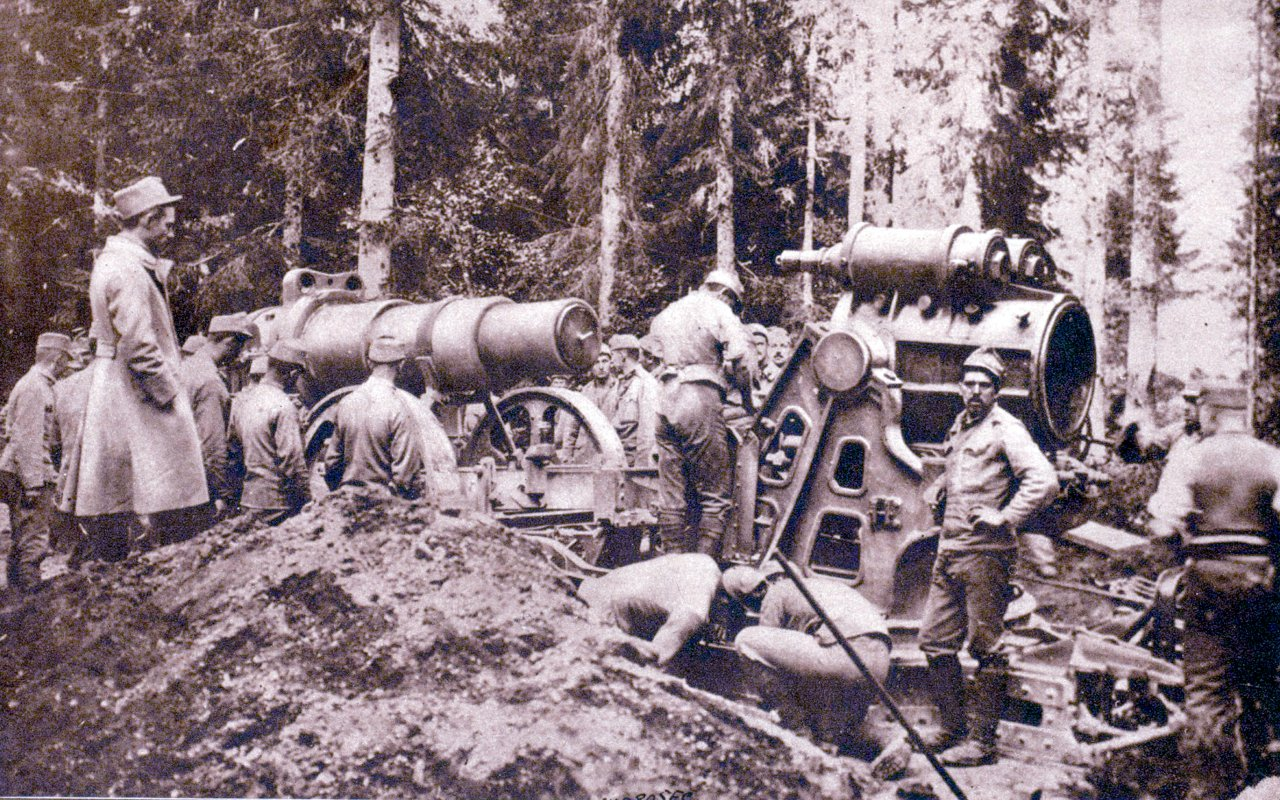
Rakouští dělostřelci při obsluze 30,5cm moždíře vz. 11 během bojů v Karpatech

Naděje na rychlý konec války přiživil postup ruských armád na konci prvního válečného roku. Rusové v listopadu pronikli karpatskými průsmyky a jejich vojska se tak probila až na slovenské území, přičemž byla krátce obsazena i města Humenné a Bardejov. Část obyvatel v českých zemích i na Slovensku navíc očekávala další postup Rusů, což ve společnosti podporovalo poraženeckou náladu namířenou proti monarchii. Po porážkách Rusů a zatlačení jejich armád dál na východ se však vidina rychlého konce války rozplynula. Veřejný i politický život v zemi byl umrtven a obyvatelstvo přes určité projevy nespokojenosti zůstávalo v klidu. Přes milion českých i slovenských vojáků sloužilo v císařském vojsku a účastnilo se bojů na srbské, ruské i italské frontě.
S pokračující válkou však došlo k postupnému hospodářskému zhroucení habsburské monarchie a velkým zásobovacím problémům. Přídělový systém byl v Rakousko-Uhersku zaveden již na jaře 1915 a ekonomické potíže země se vystupňovaly již v následujícím roce. Krize se v zázemí odrazila v sociálních nepokojích, stávkách a otevřeném odporu k pokračující válce. Česká a slovenská společnost navíc zareagovaly i vystupňováním svých národnostních požadavků, mezi nimiž se objevil i požadavek Čechů a Slováků na společný stát samostatný na rozpadajícím se Rakousko-Uhersku.

## První československý odboj

### Zahraniční odboj

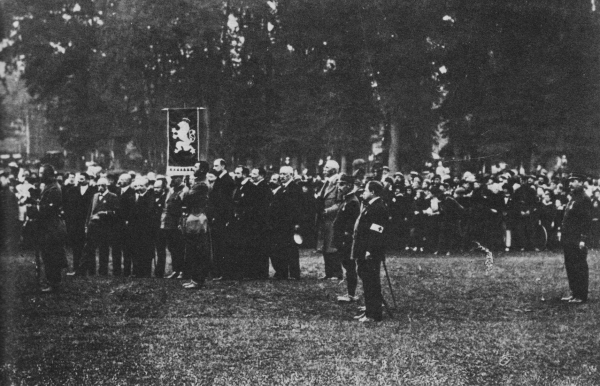
Slavnostní přísaha Roty Nazdar, 12. října 1914

Po vypuknutí války se k odporu proti Rakousku-Uhersku jako první začali hlásit čeští a slovenští krajané v zahraničí, kteří v dohodových zemích tvořili početné komunity. Nakloněni myšlenkám prvního odboje byli především krajané z Francie, Ruska a Spojených států amerických. Členové Slovenské ligy ve Spojených státech uveřejnili 10. září 1914 své memorandum, ve kterém požadovali pro slovenský národ právo na sebeurčení. České a slovenské krajanské spolky v USA se na společné podpoře vytvoření samostatného československého státu dohodly při podpisu tzv. Clevelandské dohody 22. října 1915, na kterou 30. května 1918 navázalo uzavření tzv. Pittsburské smlouvy stvrzující souhlas krajanů na budoucím spojení českých zemí a Slovenska v jednotném státě. Krajané dobrovolně zakládali bojové jednotky, které stanuly po boku spojenců na frontách. V Rusku pojmenovali čeští krajané svou vojenskou jednotku Česká družina. Ve Francii došlo k založení roty Nazdar! a Češi a Slováci bojovali rovněž v Srbské dobrovolnické divizi. Tyto jednotky se však prozatím staly součástí jednotek dohodových států a podléhaly jejich vládám.

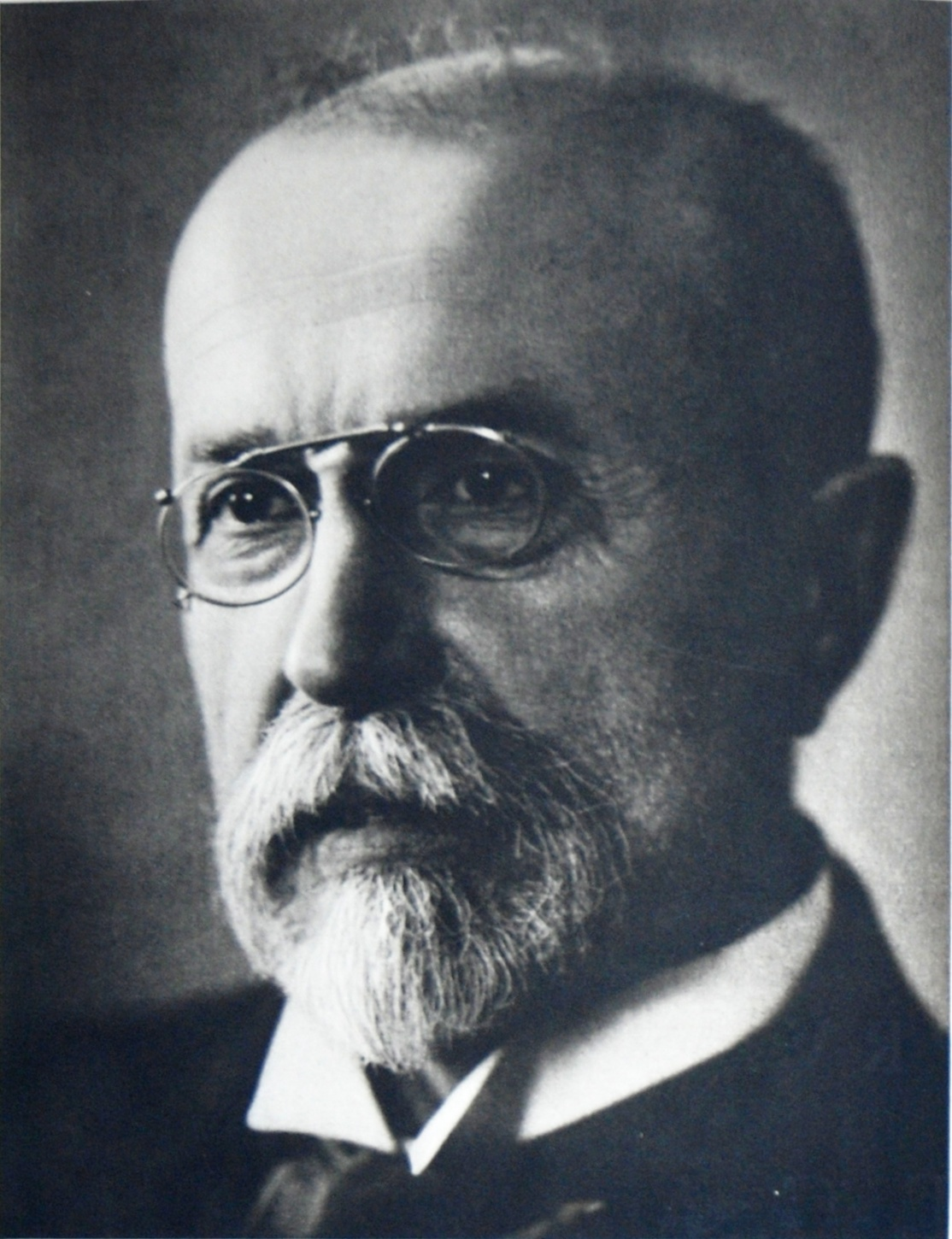
Dřívější podporovatel reformy monarchie Tomáš Garrique Masaryk se po vypuknutí války rozhodl postavit hrozbě německé Mitteleuropy, načež v exilu aktivně působil jako zastánce rozbití Rakousko-Uherska a vytvoření samostatného československého státu.

Vůdčí osobností českého protirakouského odboje v zahraničí se stal poslanec Říšské rady Tomáš Garrigue Masaryk. Masaryk očekával vojenskou porážku Centrálních mocností, kterou chtěl využít k rozbití oslabeného Rakouska-Uherska. Jeho následným záměrem bylo vytvoření samostatného československého státu, který měl obsáhnout historické české země a oblast Slovenska. Tento plán měla obhájit Masarykova koncepce Čechoslovakismu, která vycházela z toho, že Češi a Slováci jsou dvě větve jednoho československého národa. Své myšlenky se Masaryk snažil propagovat mezi čelnými představiteli dohodových států. V dubnu 1915 zaslal Masaryk britskému ministerstvu zahraničí své memorandu Independent Bohemia, v němž svůj program nepravdivě označil za postoj všech českých politických stran kromě klerikálů. Mezi další Masarykovy známé výstupy patřil veřejný projev konaný v Ženevě při příležitosti pětistého výročí upálení Jana Husa.

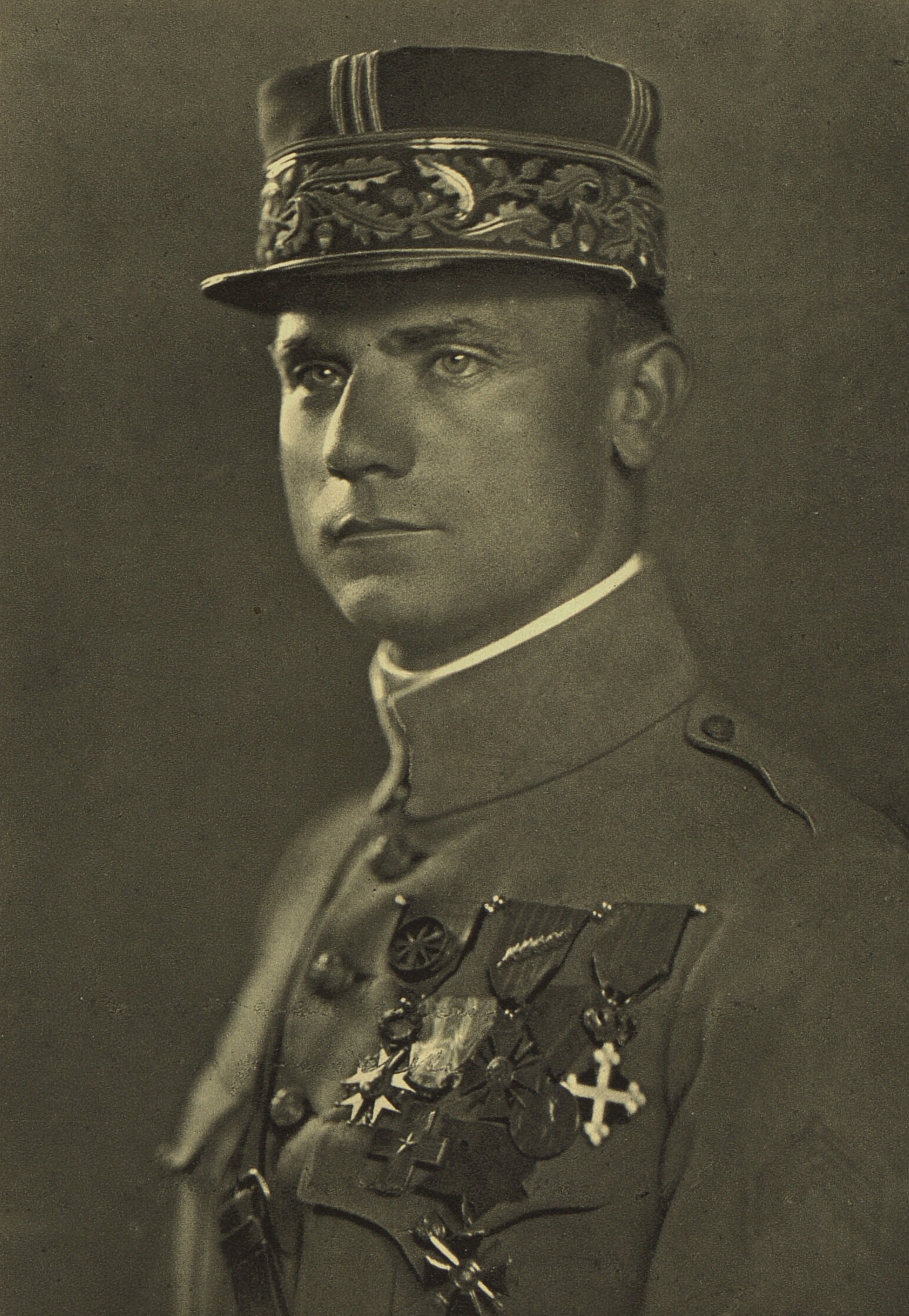
Pilot, astronom, meteorolog a francouzský generál slovenského původu Milan Rastislav Štefánik pomohl zahraničnímu odboji proniknout do pařížských aristokratických salónů.

V průběhu roku 1915 doplnil Masaryka v exilu Edvard Beneš, který z Prahy uprchl před svým zatčením. 14. listopadu 1915 pak došlo k vytvoření Českého komitétu zahraničního, jehož členové se přihlásili k myšlence získání československé samostatnosti „bez ohledu na Rakousko-Uhersko“. Další konsolidaci zahraničního odboje okolo postavy Masaryka přineslo jaro roku 1916. Český zahraniční komitét byl nejprve v únoru přejmenován na Národní radu zemí českých a v květnu pak na Československou národní radu. Předsedou tohoto orgánu byl jmenován Masaryk, místopředsedou Josef Dürich a mezi členy rady patřili i Edvard Beneš a Milan Rastislav Štefánik. Za své cíle si Československá národní rada stanovila vytvoření akceschopného československého zahraničního vojska, definitivní sjednocení československého zahraničního odboje a přesvědčení dohodových mocností o správnosti rozbití Rakousko-Uherska.
S pokračující válkou se československé vojenské jednotky stále zvětšovaly, když se do jejich řad brzy začali přidávat čeští a slovenští dobrovolníci zverbovaní z rakouských válečných zajatců. Česká družina v Rusku, která při svém založení čítala přibližně 700 mužů byla v roce 1916 přeorganizována na střelecký pluk a záhy byla rozšířena na celou střeleckou brigádu o síle přes 5 500 vojáků. Na východní frontě se symbolickým vítězstvím legií stala bitva u Zborova, při níž se během července 1917 československým jednotkám podařilo porazit rakousko-uherské oddíly. Češi a Slováci z roty Nazdar se vyznamenali především během bitvy u Arrasu, samostatné jednotky československých legií ve Francii na samém konci války pak i v bitvě u Terronu. V prosinci 1917 schválil dekret francouzského prezidenta zformování československého vojska ve Francii, do nějž se kromě krajanů zařadili i váleční zajatci převezení z Ruska či poraženého Srbska. Největší problémy s vytvořením československého zahraničního vojska nastaly v Itálii, kde se političtí představitelé, kteří si nárokovali jihoslovanské oblasti při Jadranu, dlouho zdráhali podpořit československou věc. Obrat v italském postoji zapříčinila Štefánikova diplomatická aktivita a průlom rakouských a německých vojsk u Kobaridu. Československé legie v Itálii se pak na tzv. italské frontě podílely na vítězství nad vojsky Centrálních mocností v bitvě na Piavě. Udává se, že během války prošlo bojovými jednotkami na straně Dohody necelých sto tisíc Čechů a Slováků, z nichž po válce bylo za legionáře uznáno přibližně 90 000. Nadpoloviční většina, přibližně 60 000, prošlo během války ruskými legiemi, zhruba 20 000 legionářů působilo v Itálii a 10 000 ve Francii. Během války padlo z československého zahraničního vojska necelých 5,5 tisíce vojáků.

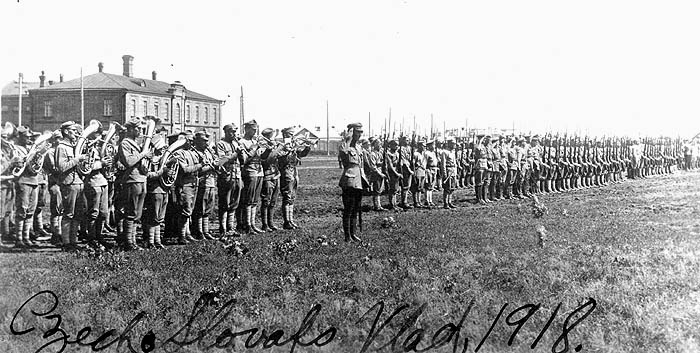
Nastoupené jednotky československých legií v roce 1918 v ruském Vladivostoku

Snahou politických představitelů zahraničního odboje bylo přesvědčit spojence o nutnosti rozbití monarchie a následném vytvoření československého státu. To se nakonec podařilo díky diplomatickým aktivitám Masaryka, Štefánika a Beneše a rovněž díky nepřehlédnutelné roli československého zahraničního vojska. Legie slavily úspěchy především v revolucí zmítaném Rusku. Ruské legie se po vyhlášení Brestlitevského míru a vystoupení Ruska z války začaly přesouvat na východ země, odkud měly být přepraveny na západní frontu. Během své cesty se českoslovenští legionáři dostali do konfliktu s bolševiky a postupně se jim podařilo ovládnout klíčovou komunikaci v zemi, transsibiřskou magistrálu. Významným průlomem v postoji západních mocností k československé otázce byla nóta z 10. ledna 1917, v níž spojenci, především však Francouzi, trvali na poválečném osvobození Italů, Slovanů, Rumunů a rovněž Čechoslováků z rakouské nadvlády. Další krok přišel 19. prosince téhož roku, kdy francouzský prezident Raymond Poincaré vydal dekret, v němž povolil zformování samostatného československého vojska ve Francii. Aktivita zahraničního odboje nakonec přinesla své ovoce v létě 1918. Národní radu československou uznala jako základ příští československé vlády 29. června francouzská vláda, kterou v srpnu následovala rovněž vlády ve Velké Británii, Itálii a 3. září pak také Spojené státy americké, které následovaly další země.

### Domácí odboj

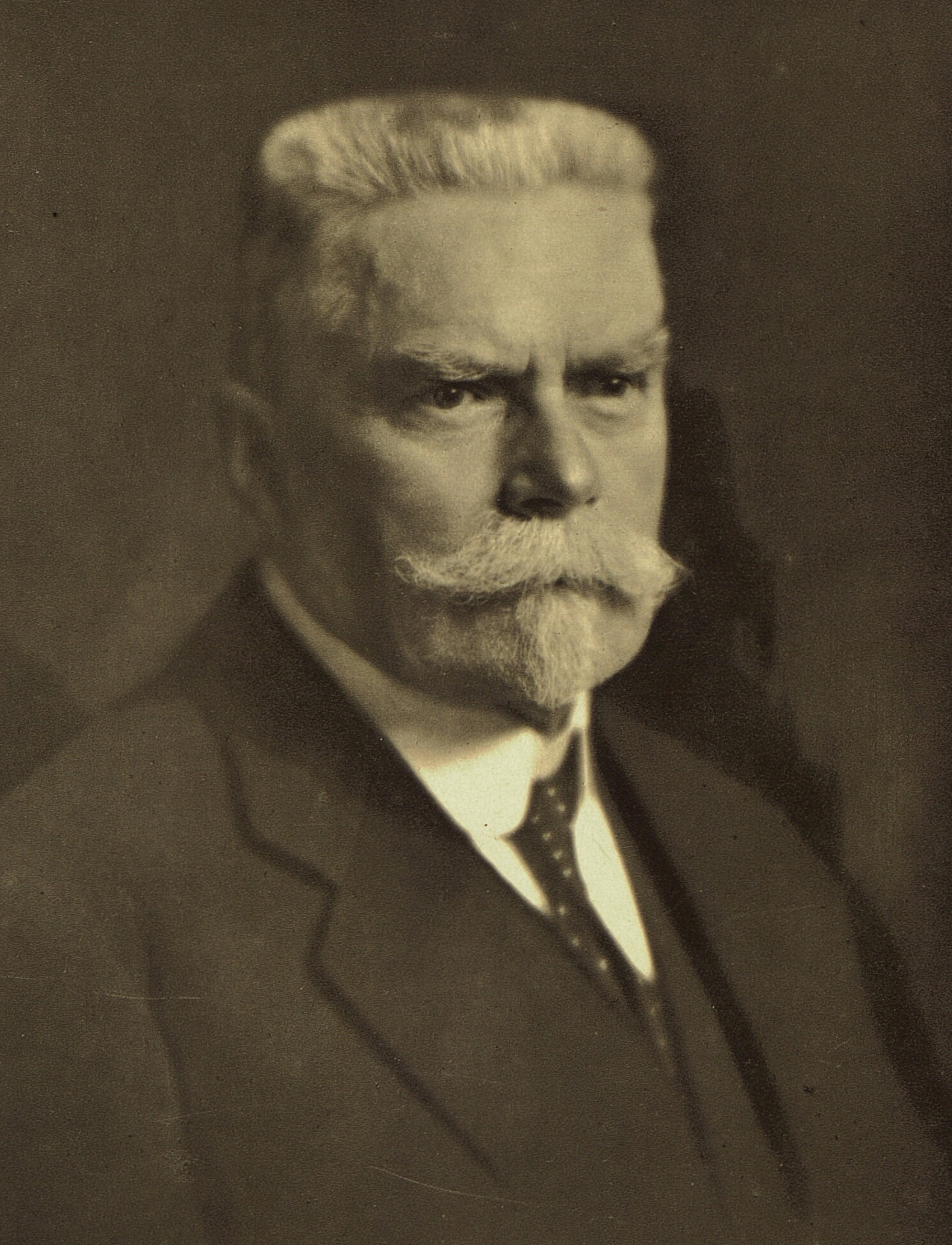
Vůdce Mladočechů, Karel Kramář podporoval od roku 1914 vytvoření sjednocené slovanské federace v čele s ruským carem

Většina české a slovenské společnosti přes projevenou apatičnost a nechuť k vypuknuvšímu konfliktu zachovala monarchii na počátku války loajalitu. Odboj v českých zemích a na Slovensku se tak na počátku války víceméně omezil pouze na odpor k válce. Jakékoliv projevy nesouhlasu spojené s očekávaným příchodem Rusů na konci prvního válečného roku navíc Rakousko-Uhersko potíralo ostrou perzekucí. V listopadu 1914 byl za šíření protiválečných letáků v Moravské Ostravě zatčen a popraven člen přerovského sokola Slavomír Kratochvíl, který bývá pokládán za první oběť domácího odboje. Za vyjádření namířená proti habsburskému domu byl v prosinci popraven také novinář Josef Kotek.

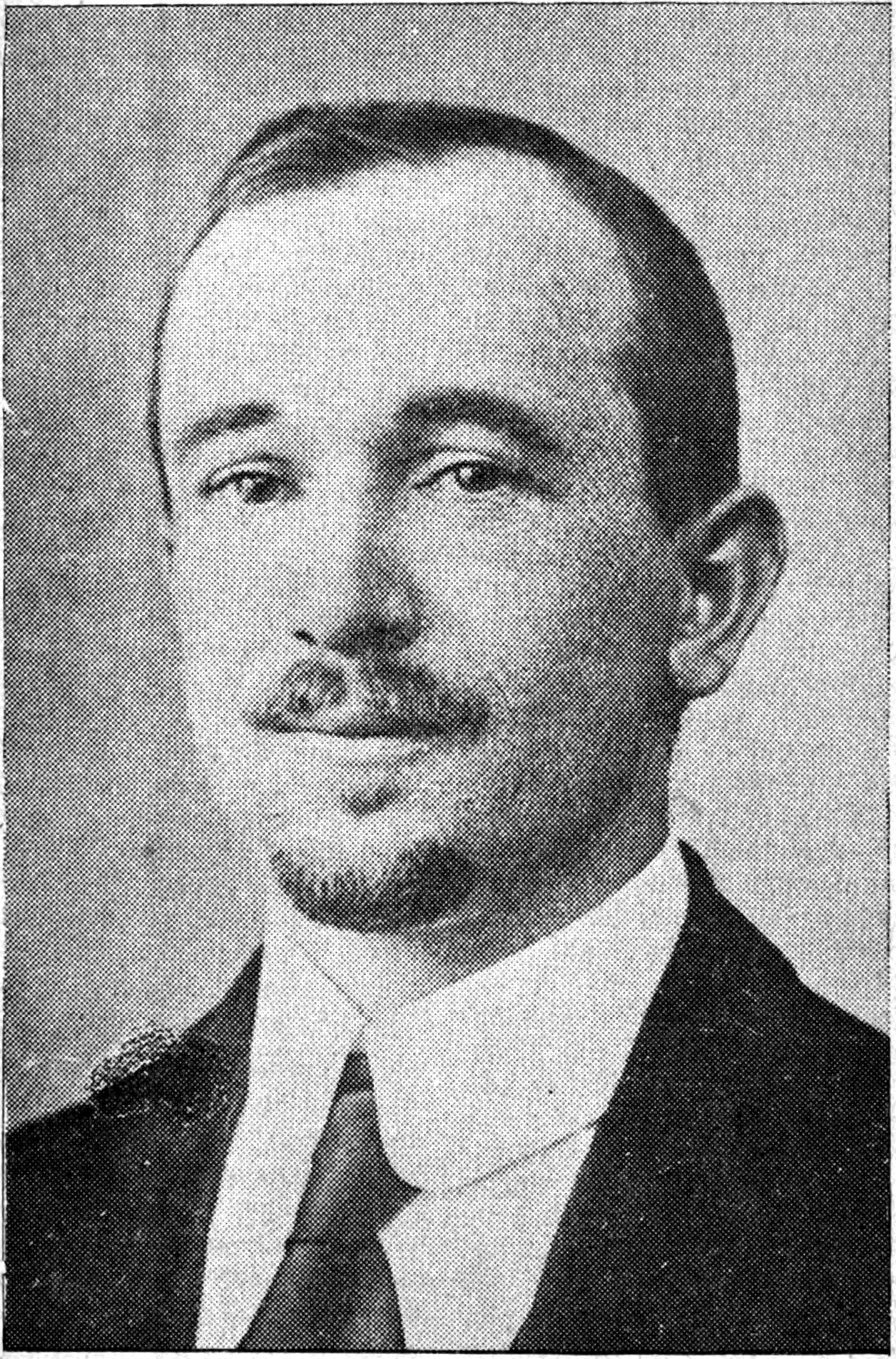
Po odchodu do exilu se Edvard Beneš díky svým diplomatickým schopnostem stal nejbližším Masarykovým spolupracovníkem v zahraničním odboji

Mezi významnými osobnostmi byli preventivně zatčeni Václav Klofáč, Karel Kramář nebo Alois Rašín. Mladočeští poslanci Karel Kramář a Alois Rašín bývají pokládáni za přední osobnosti českého domácího odboje. Kramář ovlivněný myšlenkami panslavismu ve svých plánech počítal s rychlým vítězstvím ruské armády, načež uvažoval o vytvoření federace slovanských států, jejíž hlavou by byl ruský car. Po Masarykově odchodu do exilu došlo k zformování domácího odbojového orgánu, který byl podle sicilské mafie nazván „Maffie“. Tento odbojový orgán se soustředil především na udržování kontaktu s Masarykovým odbojovým centrem v zahraničí. Vedle zpravodajské činnosti se představitelé Maffie, mezi něž patřili Edvard Beneš, Karel Kramář, Alois Rašín, Josef Scheiner či Přemysl Šámal, zabývali konspirační činností a připravovali se na politický převrat a převzetí moci. Na Slovensku, kde chybělo přirozené městské centrum, se domácí odboj tříštil na vícero samostatných skupin. Sídlem Slovenské národní rady byl Turčianský Sv. Martin, skupina okolo Vavro Šrobára působila v Ružomberku, v Budapešti se do odboje zapojili Emil Stodola a Ferdiš Juriga a v Bratislavě působili slovenští sociální demokraté v čele s Emanuelem Lehockým. Zřejmě nejvýznamnějším centrem slovenského odboje v monarchii se stala Vídeň, kde tajně působili Kornel Stodola a Milan Hodža, kteří udržovali spojení s českými poslanci a se členy Maffie.
Těžkou ránu domácímu odboji přinesla vlna zatýkání, která vypukla na jaře roku 1915. Pro své zapojení do odboje byl v květnu 1915 zatčen i Karel Kramář. V procesu, který trval do 3. července 1916, byl spolu s Aloisem Rašínem, Vincencem Červinkou a Josefem Zamazalem odsouzen k trestu smrti za velezradu a vyzvědačství. Zatčen byl rovněž Scheiner a Edvard Beneš byl donucen uprchnout ze země, načež se hlavou oslabené Maffie stal Přemysl Šámal. Další velká vlna zatýkání přišla na podzim roku 1915, kdy byla velká část odbojářů prozrazena během tzv. Knoflíkové aféry.
Výrazně se situace v českém a slovenském prostředí vyostřila teprve na konci války, kdy krach rakousko-uherského hospodářství a obrovské zásobovací potíže zradikalizovaly českou a slovenskou společnost. V zemi se začaly množit hladové demonstrace. Během srážky nespokojených dělníků s vojskem bylo v Prostějově 26. dubna 1917 usmrceno 23 lidí. Kromě volání po zastavení války se však oba slovanské národy začaly hlasitě hlásit i o svá politická práva. Novým požadavkem bylo především spojení obou národů, což bylo zpočátku požadováno pouze v rámci monarchie. Kroky císaře Karla, které obnovily parlamentarismus, vedly k oživení veřejného politického života v zemi. Na prvním zasedání znovuotevřené Říšské rady pak přednesl projev předseda Českého svazu František Staněk.
„Poselstvo českého národa vychází z hlubokého přesvědčení, že nynější dualistický útvar vytvořil k patrné újmě celkových zájmů národy vládnoucí a potlačované a že jediné přetvoření mocnářství habsbursko-lotrinského ve spolkový stát svobodných a rovnoprávných národních států odstraní každé nadpráví národnostní a zabezpečí všestranný rozvoj každého národa v zájmu celé říše a dynastie. Opírajíce se proto v této dějinné chvíli o přirozené právo národů na sebeurčení a svobodný vývoj posílené nadto u nás nezadatelnými právy historickými, státními akty plně uznanými, budeme se v čele svého lidu domáhati sloučení všech větví československého národa v demokratický český stát, zahrnující i slovenskou větev národa, žijící v souvislém celku s historickou vlastí českou.“
František Staněk, 30. května 1917

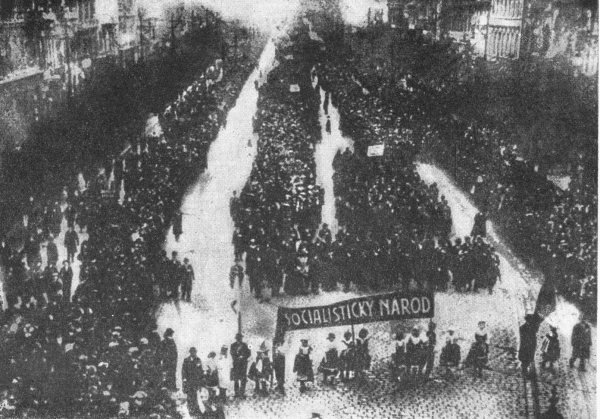
Prvomájové demonstrace roku 1918 v Praze

Přes toto prohlášení, jež bylo prvním oficiálním požadavkem na vytvoření společného státního celku Čechů a Slováků, pokračovala domácí politická scéna v průběhu roku 1917 v opatrném postupu, neboť si zatím na rozdíl od zahraničního odboje nemohla dovolit otevřené vystoupení proti monarchii. Situaci v zemi dál vyostřilo odstoupení Ruska z války, což v celém válkou vyčerpaném Rakousko-Uhersku zesílilo volání po míru. Císař Karel, který usiloval o ukončení války a nalezení řešení, jež by zachránilo monarchii, nasadil od svého nástupu na trůn smířlivější tón. Zadrženým českým politikům a mezi nimi i Karlu Kramářovi byl již v lednu 1917 změněn jejich trest smrti na 20 let vězení a v červenci téhož roku byli společně s dalšími odsouzenými osvobozeni během velké císařovy amnestie. Na uvolňující se poměry zareagovali čeští politikové 6. ledna 1918, kdy čeští poslanci říšské rady i zemského sněmu vydali tzv. Tříkrálovou deklaraci, v níž požadovali pro Čechy a Slováky autonomii a spojení v jeden státní celek. V celé zemi začaly přibývat demonstrace a stávky. Mohutné byly především prvomájové demonstrace konané napříč monarchií. V Praze se během nich sešlo na sto tisíc účastníků volajících po ukončení války. V Liptovském Mikuláši se pak účastníci demonstrace přihlásili svou manifestací ke spojení Čechů a Slováků v rámci jednoho státu. Vavro Šrobár byl po této demonstraci zadržen a uvězněn uherskými úřady. Další národní manifestací byly oslavy padesátého výročí položení základního kamene Národního divadla v Praze, které byly zahájeny 16. května. Svou orientaci na vytvoření československého státu definitivně potvrdili zástupci všech slovenských politických stran 24. května na jednání Slovenské národní rady.
„Neobcházejme otázku, řekněme otevřeně, že jsme pro orientaci československou. Tisícileté manželství s Maďary se nevydařilo. Musíme se rozejít.“
Andrej Hlinka, 24. května 1918
13. července byl v Praze z iniciativy Antonína Švehly vytvořen Národní výbor československý, který se stal vrcholným orgánem domácího odboje. Předsedou tohoto orgánu, který se připravoval na převzetí státní moci, se stal Kramář, za místopředsedy byli zvoleni Švehla a Klofáč a jednatelem byl jmenován František Soukup. Čeští i slovenští politici podpořili tento krok veřejným prohlášením. Za české poslance vystoupil na zasedání říšské rady poslanec František Staněk a v uherském sněmu poslanec Ferdiš Juriga. Jeden z čelných představitelů slovenského odboje, Matúš Dula, svolal na 12. září 1918 do Budapešti zasedání slovenských politiků, načež došlo k ustanovení Slovenské národní rady, která však až do konce války kvůli hrozbě uherských úřadů pracovala tajně. Na podzim roku 1918 se přiblížil konec války a smrtelně oslabené Rakousko-Uhersko se začalo hroutit. Československý odboj tak v říjnu roku 1918 mohl oslavit své vítězství.

## Úspěch prvního odboje

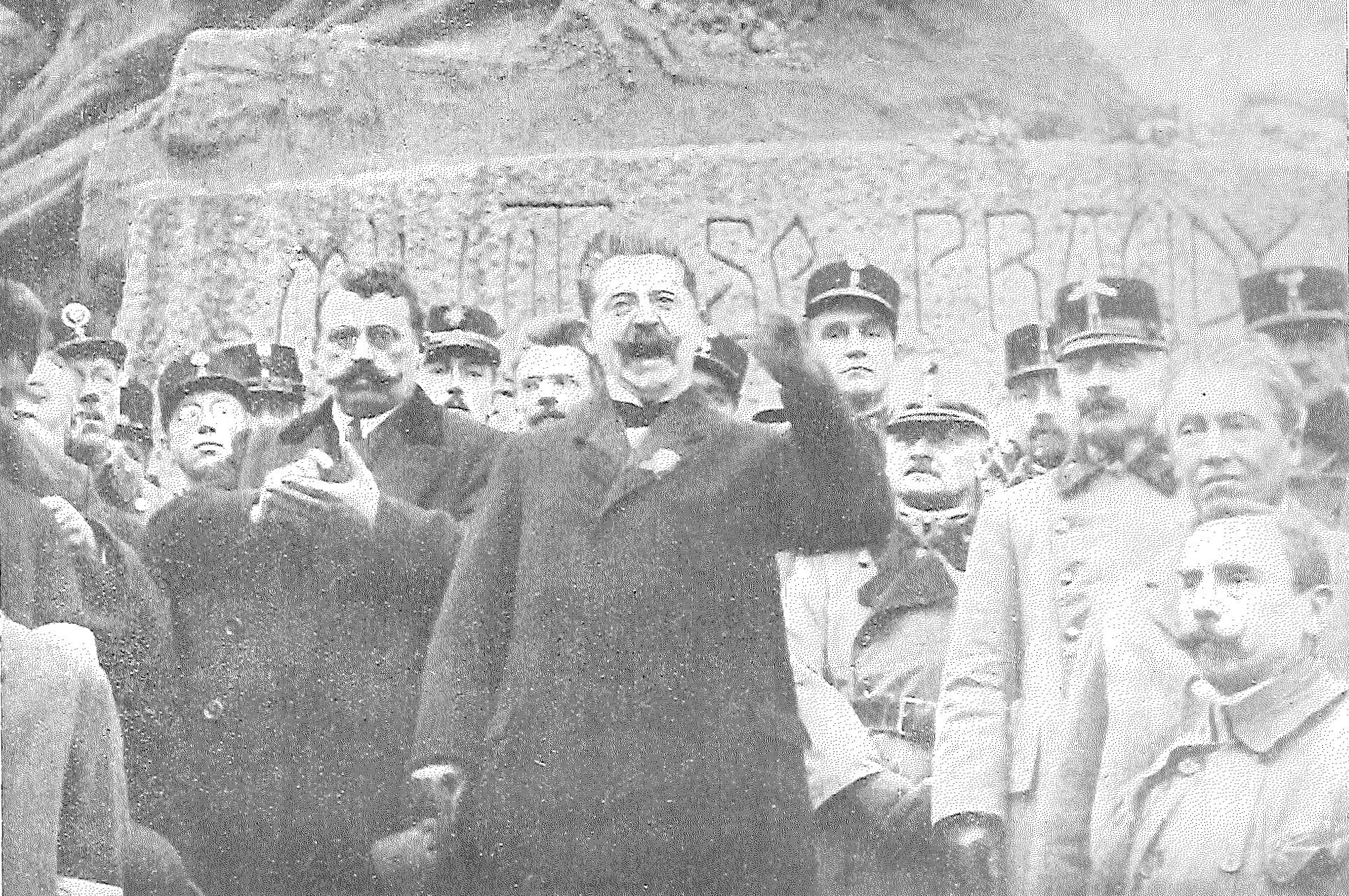
Václav Klofáč při svém projevu na Staroměstském náměstí v Praze během říjnových dnů roku 1918

Hospodářské vyčerpání monarchie způsobené válkou a neúnosná vojenská situace Centrálních mocností v průběhu roku 1918 Rakousko-Uhersko definitivním způsobem oslabily. Mladý císař Karel ochotný pro záchranu monarchie ukončit válku a provést hluboké vnitřní reformy se zoufale snažil vyjednat s dohodovými mocnostmi separátní mír. Česká levice, posílená hrozící sociální katastrofou v zemi, založila 6. září Socialistickou radu, která chtěla při převzetí moci předběhnout v červenci ustanovený Národní výbor československý. Socialistická rada svolala na 14. října generální stávku, během níž se v řadě českých měst demonstrovalo proti pokračující válce, vývozu potravin z českých zemí a na některých místech došlo i k vyhlášení Československa. Tuto iniciativu Socialistické rady však nepodpořily české politické strany zastoupené v Národním výboru, které se obávaly rostoucího vlivu socialistů. Významný krok učinili zástupci zahraničního odboje téhož dne, když 14. října vyhlásili přeměnu pařížské Československé národní rady na prozatímní československou vládu. Předsedou této vlády a zároveň ministrem financí byl jmenován Masaryk, ministrem zahraničí Beneš a ministrem války Štefánik. 18. října vydala československá exilová vláda v Paříži tzv. Washingtonskou deklaraci adresovanou americkému prezidentovi Wilsonovi, v níž tato vláda vyhlásila československou nezávislost a Masaryk vytyčil základní ústavní rysy československého státu, který se měl stát republikou. Lídři českých politických stran mezi nimiž nechyběl Kramář, Klofáč, Staněk, Gustav Habrman či Antonín Kalina následně odjeli do Ženevy na jednání s Masarykovou skupinou, přičemž cílem tohoto jednání mělo být sjednocení domácího a zahraničního odboje a vytvoření plánů dalšího postupu.
Císař Karel vydal 16. října manifest, v němž ohlásil federalizaci Rakouska. Americký prezident Wilson však na Karlův manifest o dva dny později zareagoval negativně, neboť císařův dokument nereflektoval Wilsonovy požadavky na poválečné uspořádání a prezident tak odmítl rakouský návrh mírových jednání.
„...vláda Spojených států uznala, že mezi Čechoslováky a říší německou, jakož i rakousko-uherskou je stav válečný, že Československá národní rada je de facto válčící vláda. President není tedy již s to, aby uznal pouhou „autonomii“ národů těchto za podklad pro mír, nýbrž je nucen trvati na tom, že ony, a nikoliv on, mají býti soudci nad tím, které akce na straně vlády rakousko-uherské uspokojí aspirace a mínění národů o jejich právech a o určení jejich, jakožto členů rodiny národů.“
Woodrow Wilson, 18. října 1918
V důsledku těchto jednání předal 27. října rakousko-uherský ministr zahraničí hrabě Gyula Andrássy prostředníkům ve Švýcarsku, Švédsku a Španělsku tzv. Andrássyho nótu, v níž monarchie vyslovila ochotu zahájit s Dohodou okamžitá jednání o příměří. Zatímco vůdcové domácího i zahraničního odboje jednali ve Švýcarsku, v Praze došlo 28. října ke klíčovým událostem. Po zveřejnění Andrássyho nóty v Národní politice došlo ke spontánnímu srocování obyvatel. Dav, který si znění nóty vyložil jako rakouskou kapitulaci začal z veřejných budov odstraňovat symboly monarchie. Z domácích politiků se příležitosti chopili ti, kteří neodcestovali na jednání do Švýcarska. Mezi tyto tzv. „muže 28. října“, kteří převzali státní moc při rozpadu monarchie, patřili agrárník Antonín Švehla, státoprávní demokrat Alois Rašín, národní socialista Jiří Stříbrný, sociální demokrat František Soukup a člen slovenské národní strany Vavro Šrobár.

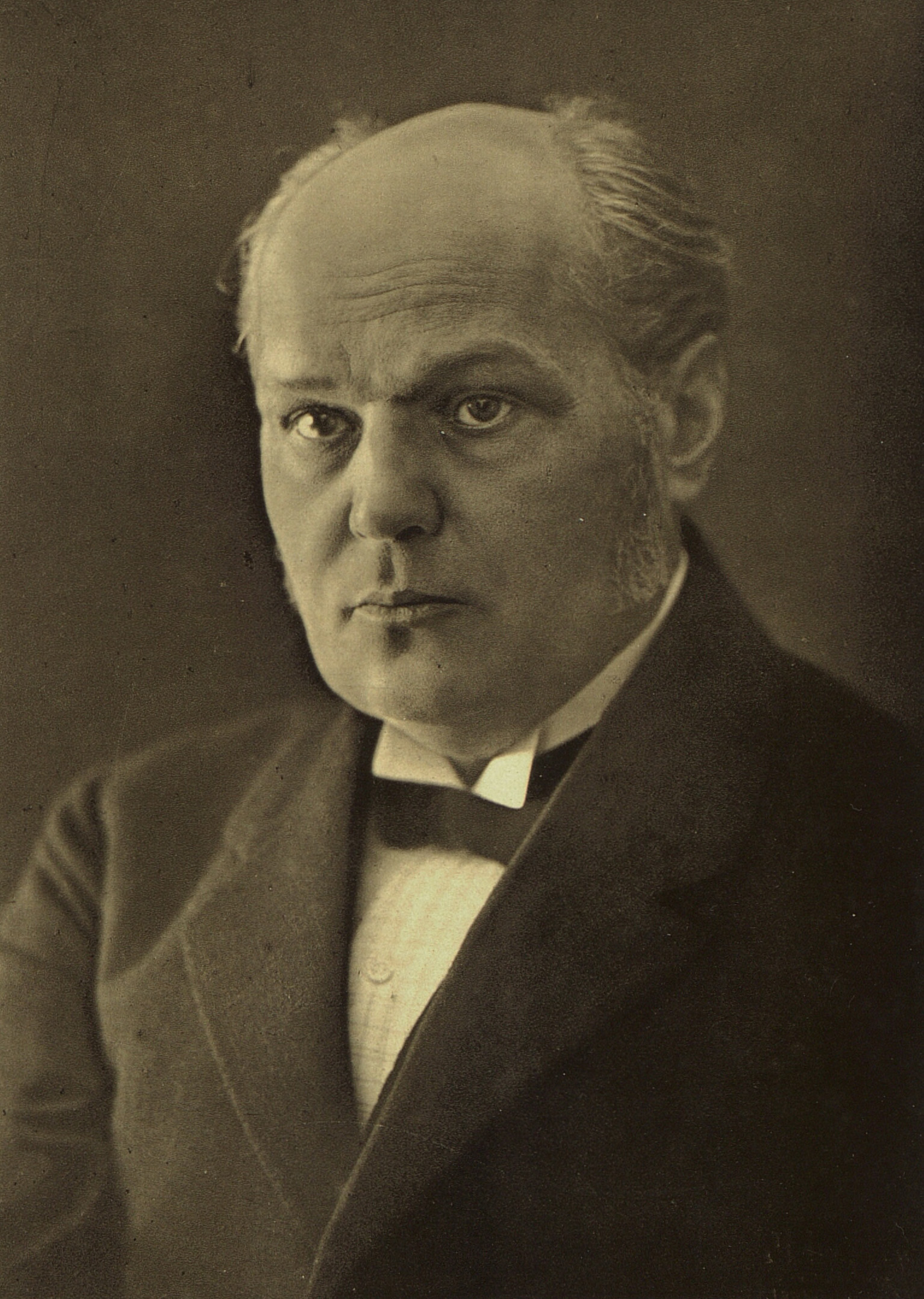
Antonín Švehla
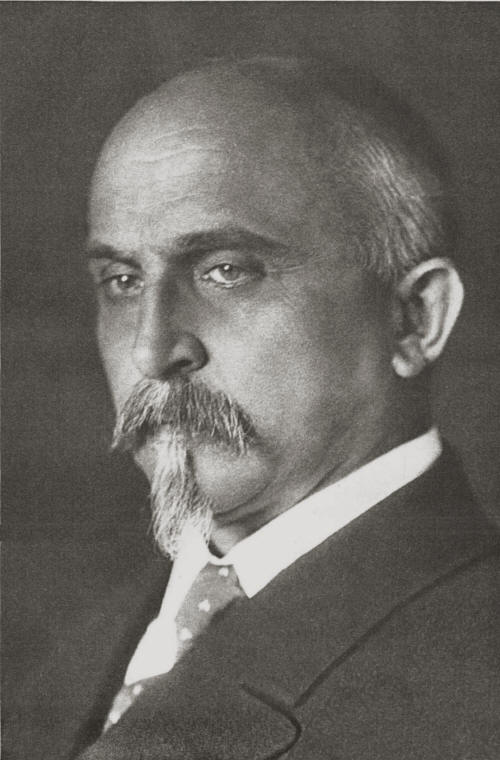
Alois Rašín
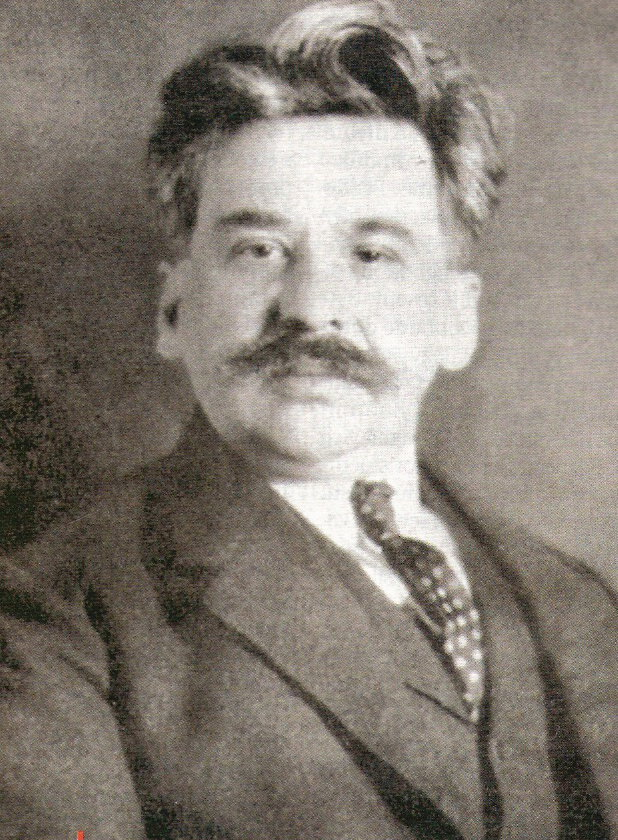
Jiří Stříbrný
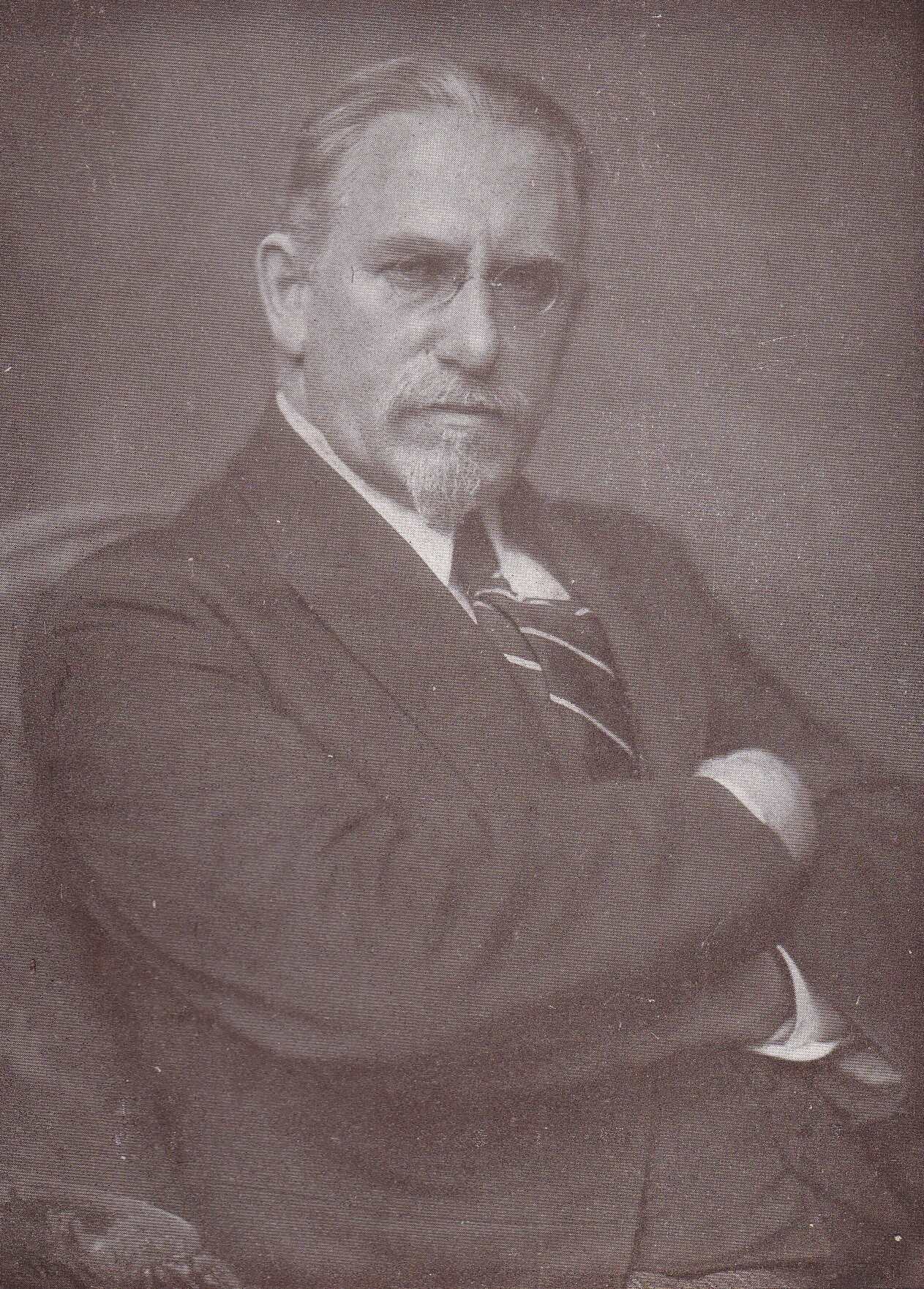
František Soukup
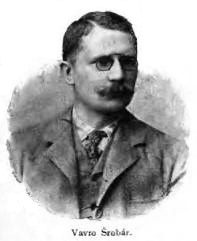
Vavro Šrobár

28. října 1918 tak v Praze došlo k vyhlášení samostatného Československa. Příštího dne byl v Praze internován poslední místodržící hrabě Coudenhove a na Moravě byl sesazen místodržitel Karl Heinold. Přebírání moci se z Prahy rozšiřovalo do dalších měst, přičemž rodící se československé vojsko se do německých příhraničních oblastí dostávalo mnohdy až za několik týdnů. 30. října, se slovenská politická reprezentace prostřednictvím tzv. Martinské deklarace přihlásila k myšlence společného československého státu. Aktivita prvního československého odboje tak byla korunována úspěchem, tedy rozbitím Rakousko-Uherska a ustanovením samostatného Československa.